# Lühmannsdorf
Lühmannsdorf település Németországban, Mecklenburg-Elő-Pomeránia tartományban. Lakosainak száma 679 fő (2017. december 31.).

## Népesség
A település népességének változása:

| 2014 | 693 |
| 2017 | 679 |